# Кобрин, Эвелина
Эвелина Кобрин (пол. Ewelina Kobryn, род. 7 мая 1982 в Тарнобжеге, Польша) — польская профессиональная баскетболистка, выступающая в Женской национальной баскетбольной ассоциации за клуб «Финикс Меркури», а также в чемпионате России по баскетболу за УГМК на позиции центровая. До перехода в клуб из Екатеринбурга выступала за польские команды «Лотос» и «Висла Кан Пак», а также 2 сезона играла в ЖНБА за «Сиэтл Шторм».
Кобрин выставляла свою кандидатуру на драфт ЖНБА, но не была выбрана ни одной командой, однако после драфта с ней подписал контракт клуб «Сиэтл Шторм». В 2014 году «Шторм» отдали права на Кобрин «Финикс Меркури» в обмен на Чарди Хьюстон.

## Достижения
- Победитель WNBA: 2014
- Обладатель Суперкубка Европы: 2013
- Победитель Евролиги: 2013
- Серебряный призёр Евролиги: 2015
- Бронзовый призёр Евролиги: 2014
- Чемпион Польши: 2005, 2008, 2011, 2012
- Чемпион России: 2013, 2014, 2015
- Обладатель кубка России: 2013, 2014
- Серебряный призёр чемпионата Польши: 2006, 2007
- Бронзовый призёр чемпионата Польши: 2009
- MVP Польской лиги: 2012